# Glastonbury
|  | Per a altres significats, vegeu «Glastonbury (desambiguació)». |

Glastonbury és una petita ciutat a Somerset (Anglaterra), situada 34 km al sud de Bristol. Té una població de 8.932 habitants (2011). És al districte de Mendip.
La ciutat és coneguda per la seva història, amb les ruïnes, escampades sobre una catifa de gespa, de l'abadia de Glastonbury i la torre de Glastonbury, així com pels molts mites i llegendes que s'hi associen. També destaca l'església de Sant Joan Baptista. A més, és coneguda pel Festival de Glastonbury.